# Ponso
Ponso là một đô thị thuộc tỉnh Padova vùng Veneto, located about 60 km về phía tây nam của Venezia và cách khoảng 35 km về phía tây nam của Padova. Tại thời điểm ngày 31 tháng 12 năm 2004, đô thị này có dân số 2.435 người và diện tích 10,9 km².
Đô thị Ponso bao gồm các frazioni (các đơn vị cấp dưới, chủ yếu là làng) Bresega and Chiesazza.
Ponso giáp các đô thị: Carceri, Ospedaletto Euganeo, Piacenza d'Adige, Santa Margherita d'Adige, Vighizzolo d'Este.